# كأس الاتحاد الإنجليزي 2004–05
كأس الاتحاد الإنجليزي 2004–05 (بالإنجليزية: 2004–05 FA Cup)‏ هو الموسم 124 من  كأس الاتحاد الإنجليزي. الذي يشرف على تنظيمه الاتحاد الإنجليزي لكرة القدم، وفاز فيه نادي أرسنال.